# Santa Cruz dos Milagres
Santa Cruz dos Milagres é um município brasileiro do estado do Piauí. Localiza-se a uma latitude 05º48'01" sul e a uma longitude 41º57'34" oeste, estando a uma altitude de 160 metros. Sua população estimada em 2004 era de 3 463 habitantes. Possui uma área de 1020,5 km². Abriga o Santuário de Santa Cruz dos Milagres.